# Arbeitsgericht Küstrin
Das Arbeitsgericht Küstrin (bis 1928: Arbeitsgericht Cüstrin) war ein deutsches Arbeitsgericht mit Sitz in Küstrin.

## Geschichte
Gemäß Arbeitsgerichtsgesetz vom 23. Dezember 1926 wurden in Deutschland Arbeitsgerichte gebildet. Diese waren nur in der ersten Instanz unabhängig, die Landesarbeitsgerichte waren den Landgerichten zugeordnet. Am Landgericht Frankfurt (Oder) entstand so 1927 das Landesarbeitsgericht Frankfurt (Oder) als eines von zwei Landesarbeitsgerichten im Bezirk des Kammergerichtes. In Küstrin entstand das Arbeitsgericht Küstrin. Sein Sprengel umfasste den Bezirke der Amtsgerichte Bärwalde in der Neumark, Berlinchen, Küstrin, Königsberg in der Neumark, Lippehne, Neudamm, Soldin, Sonnenburg und Zehden. Es bestand jeweils eine Kammer für Arbeiter, für Angestellte und für Handwerk.
1945 wurde der allergrößte Teil des Arbeitsgerichtsbezirk unter polnische Verwaltung gestellt und die deutschen Einwohner wurden vertrieben. Damit endete auch die Geschichte des Arbeitsgerichts Küstrin.